# Bitva v Mogadišu (1993)
Bitva v Mogadišu (1993) bylo vojenské střetnutí během Občanské války v Somálsku mezi silami Spojených států, podporovaných silami OSN, a somálskou milicí loajální k samozvanému prezidentovi Mohamedu Farrahu Aididovi, které v rámci Operace Gothic Serpent proběhlo v noci z 3. na 4. října 1993 v somálském Mogadišu. Ačkoliv Američané dosáhli stanoveného cíle, zajetí dvou Adidových pobočníků, ztráty, které během operace utrpěli, vedly americkou administrativu ke stažení ze Somálska.

## Průběh
V průběhu mise se vážně zranil vojín Todd Blackburn, když minul lano během slaňování z vrtulníku UH-60 Black Hawk a zřítil se z jednadvaceti metrů na ulici pod ním. Oba vůdci milice byli rychle zajati a spolu se zraněným Rangerem byli naloženi do konvoje Humvee. Při následném stahování byl střelou RPG sestřelen americký UH-60 Black Hawk, „Super Six One“. Oba piloti byli na místě mrtví, avšak posádka vrtulníku pád přežila a snažila se udržet pozici před postupující milicí Somálské národní aliance. Krátce na to byl sestřelen další vrtulník Black Hawk. Tento stroj se však zřítil do části města, která byla vzdálena od hlavních bojů. Pád vrtulníku přežil pouze pilot Michael Durant. Dva odstřelovači z Delta týmu (Randy Shughart a Gary Gordon) se opakovaně nabídli,[zdroj?] že se pokusí zabezpečit místo havárie do příchodu záchranného týmu. Po dvou zamítnutích jim bylo povolení nakonec uděleno, avšak s plným vědomím toho, že je to pravděpodobně bude stát jejich životy. Během snahy o udržení místa nehody stříleli členové Delta Force do davu ozbrojeného střelnými zbraněmi a kameny. Oba byli nakonec zabiti v akci, takže na místě zůstal pouze pilot, který by byl ubit davem, kdyby ho členové Aididovy milice nevzali do zajetí. Randy Shughart a Gary Gordon byli za obranu vraku vrtulníku in memoriam vyznamenáni Medailí cti, nejvyšším vojenským vyznamenáním USA.
Silné boje probíhaly i kolem místa dopadu prvního vrtulníku. Americké jednotky přišly k místu dopadu, ale zanedlouho byly samy obklíčeny postupující milicí Somálské národní aliance. Velitel této milice připravoval minometný útok na pozice Američanů, avšak nakonec kvůli informacím o možném ohrožení civilistů tuto akci odvolal. Během večera Američané s pomocí laserem naváděných raket a palby z helikoptér zničili pozice milice. Tento útok si podle údajů milice vyžádal přes 1000 obětí. Ztráty utrpěli také Američané.
Těžce vyzbrojený záchranný konvoj tvořený malajsijskými a pákistánskými jednotkami OSN dorazil na místo dopadu první helikoptéry dvě hodiny po půlnoci. Tato prodleva byla způsobena tím, že Američané neinformovali o svém přepadu ostatní členy mise OSN. Za pomocí jednotek OSN americké velení konečně evakuovalo všechny své vojáky na základnu OSN.

## Následné události
Dva dny po skončení bojů byl při minometném útoku somálské milice zabit další americký voják.
V reakci na bitvu o Mogadišo americký prezident Bill Clinton nařídil okamžité ukončení bojových operací všech zúčastněných jednotek. Následně stanovil datum stažení amerických jednotek ze somálského území na 31. březen 1994. Do roka po stažení amerických vojáků se ze Somálska stáhla také vojska OSN.

## Odraz v kultuře
O operaci pojednává americký válečný film Černý jestřáb sestřelen z roku 2001 režiséra Ridleyho Scotta a díl šesté série dokumentárního seriálu Vteřiny před katastrofou.
O tomto střetnutí pojednává i jeden z dílů videoherní série Delta Force s podtitulkem Black Hawk Down, vytvořený známou vývojovou společností NovaLogic.